# Колодієвий процес

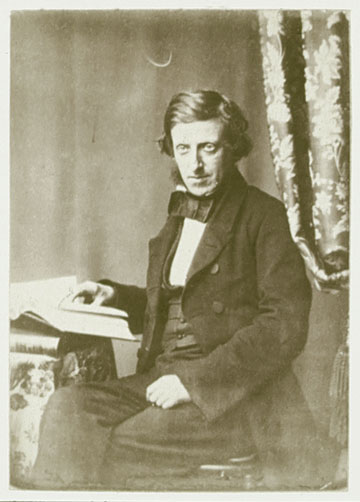
Винахідник колодієвого процесу Фредерік Скотт Арчер

Колодієвий процес — ранній фотографічний процес, який використовує як сполучного середовища для світлочутливих кристалів галогенідів срібла колодій, нанесений на скляну підкладку. В кінці 1850-х років він повністю замінив дагеротипію, завдяки вищій світлочутливості і якості зображення. Найпоширенішим був так званий «мокрий колодієвий процес», що вимагав негайного експонування і лабораторної обробки готової емульсії, яка втрачала свої властивості під час висихання. Ця особливість ускладнювала фотознімання поза студією. Однак, крім мокрого, відомий і «сухий колодієвий процес», який дозволяв брати запас готових фотопластинок навіть у тривалі експедиції. Сухі колодієві пластини мали дуже низьку світлочутливість, недостатню для портретування, але давали можливість знімати нерухомі об'єкти: пейзаж, архітектуру, предмети. До кінця XIX століття колодієвий процес витіснили технологічніші фотоматеріали з желатиносрібною фотоемульсією.

## Історична довідка
Мокрий колодієвий процес винайшли незалежно один від одного англійці Фредерик Скотт Арчер і Робертом Бінем, а також француз Гюстав Льогре. Перша публікація винаходу датується 1851 роком і цілком приписується Арчеру. Винахід зробив справжню революцію у фотографії, дозволивши отримувати знімки високої якості з дуже короткими витримками. У порівнянні з дагеротипією витримки скоротилися в середньому в 50 разів. Це позбавило болісного нерухомого сидіння перед фотоапаратом під час створення портрета. Крім того, створення технології практично збіглося за часом з появою так званого «денного фотопаперу», придатного для контактного друку. В результаті негативне зображення на склі, що отримується колодієвим способом, можна було тиражувати так само, як у калотипії. На відміну від останньої, де як підкладку негатива використовували папір, скляна основа фотопластинок не мала фактури, що знижувало якість знімка.
1854 року винахідник калотипії Талбот намагався через суд заявити свої права на колодієвий процес, посилаючись на використання негативно-позитивного принципу і проявника. Однак суд визнав його претензії непереконливими, звільнивши технологію від патентних обмежень.
У порівнянні з дагеротипами, розглядання яких пов'язане з певними труднощами, зображення на альбумінових відбитках з колодієвих негативів чітко видно за будь-якого освітлення, як на сучасних фотографіях. Винаходу колодієвого процесу передувало відкриття колодію, який став одним з ключових компонентів технології.
1847 року американський студент Джон Паркер Мейнард розчинив нітроцелюлозу, що з'явилася роком раніше, в суміші ефіру й спирту, отримавши липку речовину. Під час висихання вона утворювала на твердій поверхні тонку міцну плівку і отримала назву «колодій» (від грец. «колос» — липкий). Відразу після відкриття Мейнарда колодій набув поширення в медицині як рідкий пластир. Фредерік Скотт Арчер, котрий використовував калотипію для знімання своїх скульптурних робіт, вирішив її вдосконалити, з'єднавши колодій із солями срібла. Для приготування світлочутливої суміші він розчиняв йодисті солі в колодії, а потім поливав її на відполіровану скляну пластинку. Після застигання колодію пластинка була готова до сенсибілізації. Безпосередньо перед зніманням її занурювали в розчин азотнокислого срібла.

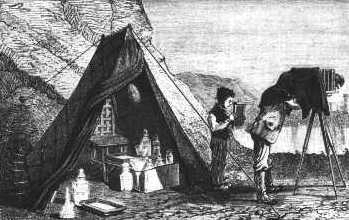
Пересувна фотолабораторія для колодієвого процесу

Внаслідок цього в колодії утворювалися мікрокристали йодистого срібла, що додає йому світлочутливості. Відразу після цього фотопластинку експонували і проявляли водно-спиртовим розчином пірогалолу, а потім закріплювали в розчині гіпосульфіту. Згодом як світлочутливі речовини виявилися придатними також солі брому, що дають під час взаємодії з азотнокислим сріблом бромосрібні кристали. Колодієвий процес виявився настільки технологічним, що протягом усього декількох років витіснив дагеротипію і повністю замінив негативну стадію калотипії. Єдиним недоліком виявилися незручності позастудійного знімання, оскільки колодій ставав непроникним для проявника всього за 10-15 хвилин через швидке випаровування ефіру і кристалізацію розчинних солей. Однак, навіть це вдалось подолати за допомогою пересувних фотолабораторій-наметів, у яких фотопластинки готували і проявляли зразу після знімання. За допомогою колодієвого процесу отримано перші військові фоторепортажі, які знімав Роджер Фентон під час Кримської війни. Завдяки великій роздільній здатності і дешевизні мокрий колодієвий процес використовувався в деяких галузях технічної фотографії (наприклад, для виготовлення шкал і в поліграфії) аж до 2000-х років.
У 1854 році Джеймс Ансон Каттінг запатентував оригінальний метод використання скляних негативів, отриманих мокро-колодієвим способом. Розглядаючи недотримані негативи, він зауважив, що у відбитому світлі на чорному тлі вони виглядають як позитиви. Світло-сіре срібло, що утворюється на світлих ділянках знімка, добре відбиває світло, а крізь прозорі тіньові ділянки видно чорне тло. Якісний фотодрук з такого негатива неможливий, оскільки в тінях отриманого на папері знімка повністю відсутні деталі. Однак, у відбитому світлі на підкладці з чорного оксамиту недотриманий негатив давав повноцінне позитивне зображення. Каттінг придумав спосіб покривати бік з шаром колодію лаком або канадським бальзамом, після чого накривати зверху другим склом. За такої герметизації доступ атмосферних газів до фотошару повністю припинявся, і отримане зображення отримувало необмежений термін зберігання. У порівнянні з відбитками на альбуміновому фотопапері, які швидко вицвітали, обернений негатив виявився практично вічним. Свою технологію Каттінг назвав «Амбротипія» (від грец. «ambrotos» — вічний). Однак незабаром від другого скла відмовилися, залишивши тільки лак. Сам же Каттінг додав до свого імені приставку «Амброуз» і став називатися Джеймс Амброуз Каттінг. У 1856 році запатентовано ще один різновид колодієвого процесу — тінтайп або феротип. На відміну від амбротипів, що виготовляються на склі, тут колодій поливали на металеву пластинку, яка служила одночасно чорною підкладкою.

## Опис технології
Для створення негативів за мокрим колодієвим процесом використовують скляні пластинки, на які поливають світлочутливий шар. Перед початком роботи скло полірують водно-спиртовим розчином крейди, найчастіше в спеціальному пристосуванні. Емульсію готують змішуванням 2%-го колодію з бромистим кадмієм і йодистим калієм. Після поливу розчину на підготовлену пластину, він підсушується до вологого стану і піддається сенсибілізації обробкою в розчині нітрату срібла. Цей процес найчастіше відбувається протягом 4-5 хвилин у спеціальній ванні, де платівка розташовується вертикально. Про закінчення процесу свідчить зміна кольору колодію на молочно-білий. Після експонування у великоформатному фотоапараті, платівка відразу ж проявляється розчином залізного купоросу за неактинічного жовто-зеленого освітлення. Для зниження швидкості проявлення і зручності візуального контролю до проявника додають оцтову кислоту і цукор. При виготовленні амбротипів процес слід переривати до того, як почнуть проявлятися деталі в тінях зображення, інакше позитив буде практично невидимим у відбитому світлі. В XIX столітті як фіксаж застосовували ціанистий калій, а в сучасній технології прийнято закріплювати колодієву фотопластинку гіпосульфітом.

## Сухий колодієвий процес
Величезні незручності використання мокрого колодієвого процесу поза фотоательє привели до численних спроб удосконалити технологію, забезпечивши знімання і проявлення через деякий час після приготування фотопластинок. Над створенням сухих пластинок працювали такі відомі вчені, як Джозеф Сайдботем, Річард Кеннет, Мейджор Рассел і Фредерік Ретті, але більшість їхніх винаходів не привели до кардинального поліпшення. Експерименти полягали в додатковому покритті пластин або змішуванні колодію з гігроскопічними речовинами, що запобігають швидкому висиханню. Доти, поки колодієвий шар залишався вологим, фотоматеріал зберігав, принаймні, часткову світлочутливість. Найчастіше використовувалися такі речовини, як нітрат магнію, танін і яєчний білок. Крім них були спроби пристосувати навіть чай, каву, мед, пиво та інші зволожувачі. У деяких випадках вдавалося продовжити придатність фотопластинок на кілька годин і навіть діб після приготування. Однак, світлочутливість при цьому знижувалася в кілька разів, подовжуючи необхідну витримку.
У 1864 році Болтон і Сайс запропонували нову технологію виробництва сухої колодієвої фотоемульсії. Синтез мікрокристалів світлочутливого галогеніду срібла на поверхні колодію при його взаємодії з нітратом срібла замінювався аналогічним процесом безпосередньо під час змішування в рідкому колодії. Як наслідок, на скляну основу поливалася вже світлочутлива емульсія, і не було потреби в подальшій обробці в азотнокислому сріблі. Така емульсія використовувалася вологою або покривалася захисним шаром таніну. Результатом реалізації технології стало отримання позитивних хлоросрібних фотоемульсій, придатних для друку. Незабаром синтезували йодосрібну і бромосрібну емульсії з вищою світлочутливістю. Суху емульсію такого типу 1875 року використав Леон Варнерке в першому рулонному фотоматеріалі на гнучкій паперовій основі. Між колодієм, що містить світлочутливі галогеніди срібла, і паперовою основою наносили кілька шарів каучуку. Після проявлення папір просочували скипидаром, і емульсію відокремлювали для перенесення на скляну пластинку. Остаточно проблеми вирішили тільки з появою сухих желатиносрібних фотоемульсій, що використовуються в аналоговій фотографії донині.

## Сучасне використання
В сучасній художній фотографії мокрий колодієвий фотопроцес знайшов застосування, як альтернативна техніка. Попри технологічну складність, деякі фотохудожники використовують процес як в оригінальному вигляді, так і в техніці амбротипів. Остання особливо цікава в портретному жанрі, даючи зображення ретро-стилю в єдиному екземплярі. Додатковим виразним засобом виступають труднощі повноцінної спектральної сенсибілізації колодієвого шару, природна чутливість якого лежить у синьо-фіолетовій частині спектра. Результатом стає незвичне відтворення півтонів кольорових об'єктів, особливо шкіри і  райдужної оболонки очей, характерне для портретів XIX століття. Ортохроматична сенсибілізація колодієвих пластин за допомогою еозину, винайдена в 1875 році Вотерхаузом, не набула широкого застосування через витіснення процесу сучаснішим желатиносрібним.